# Lucy (2006)
Lucy ist ein deutscher Spielfilm aus dem Jahre 2006.

## Handlung
Maggy lebt in Berlin. Sie ist 18 Jahre alt und lebt mit ihrer Tochter Lucy bei ihrer Mutter Eva. Lucy ist 8 Monate alt. Maggy ist jedoch selbst noch sehr jung und weiß nur schwer mit der Verantwortung als Mutter umzugehen. Die Schule hat sie nicht beendet und vom Vater ihres Kindes will sie nichts mehr wissen. Würde ihre Mutter Eva sie nicht unterstützen, wäre ihr Leben noch trostloser als ohnehin schon. So kann sich Maggy wenigstens ab und zu mit ihrer Freundin zu einem Discobesuch verabreden. Während einer dieser Nächte trifft sie Gordon und verliebt sich in den jungen Mann. Gordon steht auf eigenen Füßen, arbeitet und hat eine eigene Wohnung, obwohl er nur wenig älter als Maggy ist.
Maggy sieht in der frischen Beziehung eine Chance für eine neue Zukunft. Sie zieht mit Lucy zu Gordon, was zum Streit mit ihrer Mutter führt, die plötzlich eifersüchtig ist und eine engere Beziehung zu dem kleinen Kind entwickelt hat, als sie eigentlich zugeben möchte. Zunächst verläuft das Zusammenleben von Maggy, Lucy und Gordon harmonisch und eine kleine Familie scheint zu entstehen. Doch dann wird die Verantwortung auch für Gordon zu schwer. Er trifft sich lieber mit seinen Freunden und genießt das Leben. Maggy bleibt mit Lucy wieder allein.

## Hintergrund
Lucy ist der zweite Spielfilm von Regisseur Henner Winckler. Der Film erlebte auf der Berlinale 2006 innerhalb der Sektion Internationales Forum des jungen Films seine Uraufführung. Am 29. Juni 2006 kam der Film in die deutschen Kinos.

## Kritiken
- Lexikon des internationalen Films: Ein aufmerksamer, genau beobachtender Film als „education sentimentale“, der durch die große Präzision gegenüber dem Milieu sowie das nuancierte Spiel der jungen Hauptdarstellerin überzeugt. Dabei stellt die Kamera eine fast dokumentarische Intensität und Nähe zu den Figuren her.[1]
- Die Zeit: Wincklers Blick auf die Jugendlichen, ihre gedruckste Sprache und verhuschte Körperlichkeit hat eine unglaubliche Sicherheit. Mit feinem Gespür für Stimmungswechsel, für das alles entscheidende Schweigen zwischen den spärlichen Dialogen tastet er in Lucy die bloß oberflächliche Ereignislosigkeit ab. Dabei stößt er genau auf die Stellen, an denen sich das Drama der Pubertät mit dem einer schwierigen Mutterschaft überkreuzt.[2]

## Auszeichnungen
- 2006: Nachwuchsförderpreis der DEFA-Stiftung auf dem Filmkunstfest Mecklenburg-Vorpommern